# Витиња
Витор Машадо Фереира познатији као Витиња португалски је професионални фудбалер који игра као везни играч за Пари Сен Жермен у француској Лиги 1 и за репрезентацију Португала.
Прошао је омладинску школу Порта, а у први тим је промовисан 2020. године као још увек тинејџер. У септембру 2020. отишао је на једногодишњу позајмицу у енглески Вулверхемптон, након чега се наредне сезоне вратио у Порто. Исте сезоне постаје један од кључних играча. освојивши домаћи дуплу круну и добивши признање за најбољег младог играча лиге, а најбољи меч у сезони одиграо је у португалском Класику када је Порто савладао Бенфику са 3:0. У јуну 2022. прелази у ПСЖ. 
У сезони 2024–25, Витиња је био један од најистакнутијих играча ПСЖ-а који је освојио континентални триплу круну, укључујући и први трофеј Лиге шампиона у историји клуба пошто су у финалу декласирали Интер са 5:0.
Витиња је био репрезентативац Португалије у млађим категоријама, наступајући у различитим узрастима, укључујући екипе до 19 и до 21 године, које су освајале друго место на Европском првенству за играче до 19 година 2019. и Европском првенству до 21 године 2021. године. 
За сениорску репрезентацију дебитовао је 2022. године, а представљао је Португал на Светском првенству у Катару 2022. и на Европском првенству 2024. године.. Са репрезентацијом Португала освојио је и титулу у А дивизији Лиге нација јуна 2025. године и то након бољег извођења једанаестераца у финалу против Шпаније

## Успеси

### Клупски
Порто (млади тим)
- УЕФА Лига младих (1) : 2018/19.

Порто
- Првенство Португала (2) : 2019/20, 2021/22.
- Куп Португала (2) : 2019/20, 2021/22.

Пари Сен Жермен
- Првенство Француске (3) : 2022/23, 2023/24, 2024/25.
- Куп Француске (2) : 2023/24, 2024/25.
- Суперкуп Француске (3) : 2022, 2023, 2024.
- Лига шампиона (1) : 2024/25.
- УЕФА суперкуп (1) : 2025.
- Светско клупско првенство : финалиста 2025.

### Репрезентативни
Португал до 19
- Европско првенство до 19 : финалиста 2019.

Португал до 21
- Европско првенство до 21 : финалиста 2021.

Португал
- УЕФА Лига нација (1) : 2024/25.